# Petrofina
La Petrofina (o semplicemente Fina, localmente anche conosciuta come Purfina) è stata una compagnia petrolifera belga, fondata nel 1920 da Hector Carlier, attiva fino al 1999, anno di fusione con la francese Total.

## Storia

### Primi anni
La Petrofina viene costituita ad Anversa il 25 febbraio 1920 grazie all'iniziativa di un gruppo di industriali e finanzieri locali, tra cui i fratelli Hector e Fernand Carlier, con il nome di Compagnie Financière Belge des Pétroles, con un capitale iniziale di 50 milioni di franchi belgi. Il nome Petrofina, derivante dall'indirizzo telegrafico dell'azienda, si diffuse a partire dal 1922.
Fin da subito, la compagnia stabilisce delle basi in Romania, controllando diverse società, tra cui la Concordia, e una fitta rete di oleodotti. Sin dalla sua fondazione, la Fina punta all'espansione in Europa e nel Medio Oriente, sviluppando una rete economica che va dalla Francia alla Turchia, e porta avanti attività di ricerca petrolifera anche in Africa, soprattutto nel Camerun francese.
Nel maggio 1920 la Petrofina e la Pure Oil (Delaware) fondano il marchio Purfina, responsabile della distribuzione in Belgio e Paesi Bassi; l'anno successivo, il marchio passa sotto il pieno controllo della compagnia belga.
Nel 1927, in piena espansione, il capitale della società, già cresciuto a 85 milioni di franchi, conosce un nuovo balzo in avanti, toccando i 200 milioni; nello stesso periodo, la compagnia si diffonde anche in Italia, con la costituzione di alcune società locali dipendenti dalla Fina.
Nel 1930 il capitale raggiunge i 300 milioni (suddivisi, nel 1938, in 600.000 azioni da 500 franchi), e nel corso del decennio, nonostante la concorrenza, la società rafforza le proprie posizioni, soprattutto in Romania; proprio le attività in Romania e nell'est Europa vengono però cedute a società tedesche in occasione della Seconda Guerra Mondiale, al punto che la società, dopo la fine del conflitto, viene condannata per collaborazionismo e posta sotto sequestro dallo Stato fino al 1946. Tra gli imputati vi sono anche i fratelli Carlier; Hector muore suicida prima della sentenza mentre Fernand, condannato a 7 anni, riesce a fuggire in Brasile.

### Dopoguerra, ricostruzione ed espansione
Duramente provata dalla guerra, la società inizia a riprendersi a partire dal 1947, con un programma di ricostruzione a lungo termine dei propri impianti, a partire dalla Francia; nell'ambito di queste attività nasce in Italia, il 15 luglio 1954, la Purfina Italiana S.p.A., che acquisisce il controllo di quattro raffinerie a Milano, Genova, Firenze e Roma. Nel 1946 viene inoltre stipulato un accordo con la BP, che si impegna a rifornire di petrolio la compagnia belga in cambio della cessione della raffineria di Dunkerque, danneggiata durante la guerra. Sempre insieme alla BP, nel 1949 viene costituita (in parti uguali) la Société industrielle Belge des Pétroles, per la costruzione di una raffineria ad Anversa; l'impianto, situato in un terreno di 150 ettari, viene inaugurato il 23 giugno 1952. Nello stesso anno, la Fina espande la sua attività in Canada, dove apre una filiale locale nel 1953, e in Svizzera, dove acquisisce la locale SOCAL per formare la Socal-Fina.

Dal 1955 la compagnia inizia le proprie attività in Germania, e dal 1964 si potenzia anche la presenza in Gran Bretagna, con la costruzione di un nuovo impianto a Birmingham.

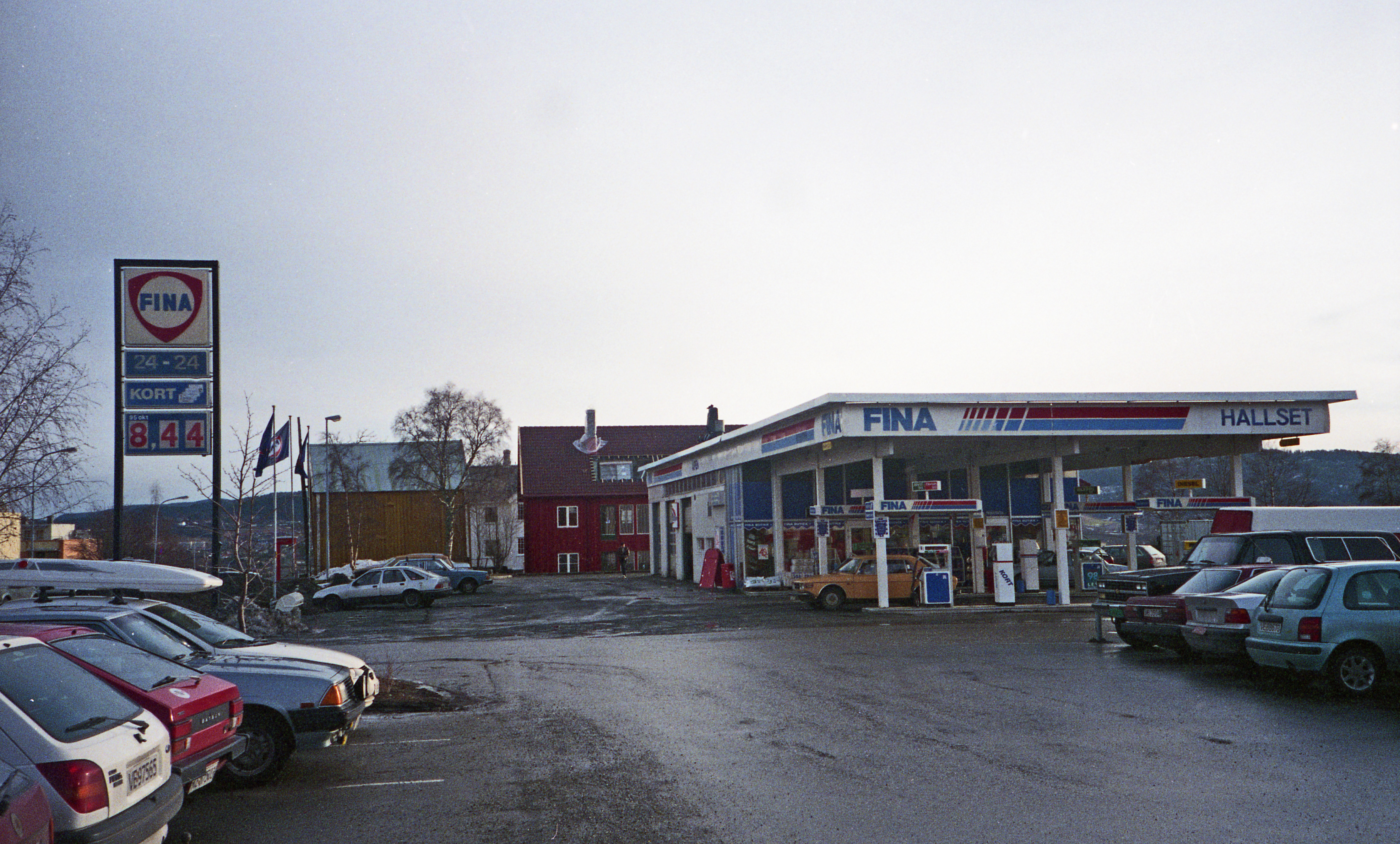
Una stazione di servizio Fina in Norvegia nel 1998

La Fina si espande anche fuori dall'Europa, in Canada, negli Stati Uniti, in Angola, nel Gabon e altrove; rinuncia tuttavia a una parte dei propri interessi nel Congo Belga al momento dell'indipendenza del paese. Negli anni '50 e '60 la società collabora inoltre in varie partnership con compagnie straniere, come la Phillips Petroleum e la Amoco.
Attorno al 1959 le stazioni di servizio italiane e francesi abbandonano il marchio Purfina per adottare la semplice dicitura Fina, per "standardizzarlo [il marchio] in tutto il mondo".
Nell'aprile 1968 la Purfina italiana viene premiata con il Mercurio d'Oro (o Oscar del Commercio Europeo) per il suo apporto produttivo e commerciale all'economia del Paese.
Al 1969, il capitale societario si aggira intorno agli 8 miliardi di Franchi, con circa 200 società sussidiarie controllate dalla compagnia.
Al 1970 la Petrofina, dalla sola raffineria di Anversa rimastale dopo la guerra, controlla direttamente 9 raffinerie in tutto il mondo, dislocate in Belgio, Germania, Italia, Regno Unito, Canada, Stati Uniti e Angola.

Negli anni '60 e l'attività si diversifica, e la società, direttamente o tramite sussidiarie, risulta attiva in campi molto differenti, tra cui la commercializzazione di acqua, olii alimentari, sapone, tenute stagne, vernici, plastica, complessi immobiliari, gas liquido.

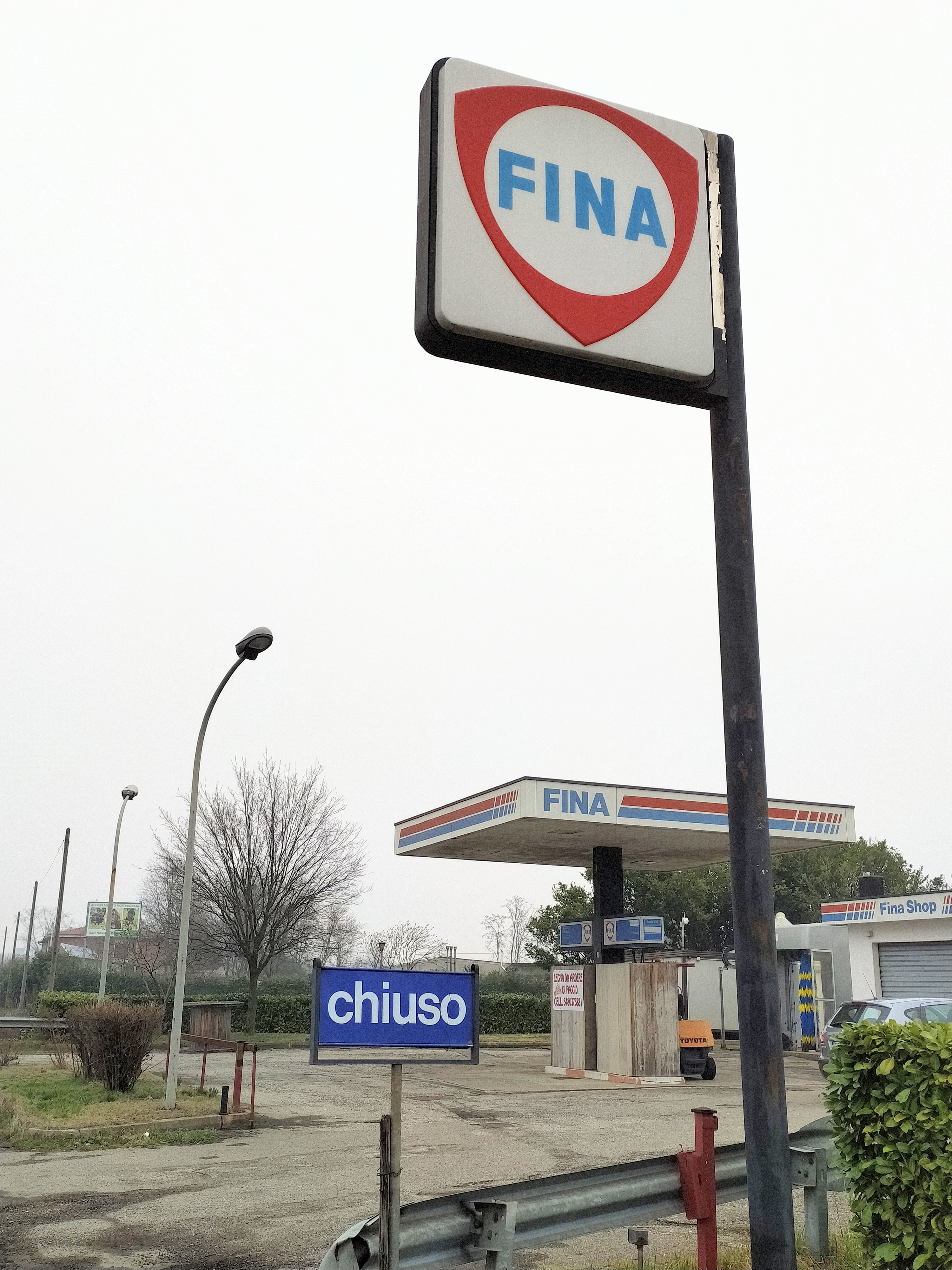
Una ex stazione di servizio Fina in disuso, fotografata in Italia nel 2021

Con la crisi petrolifera del 1973, la Fina dà nuovo impulso alle ricerche petrolifere nel Mare del Nord (già iniziate negli anni '60 in partnership con la Phillips e con l'Agip), scoprendo nuovi giacimenti. Nel 1981 vengono invece cedute a Petro-Canada le attività nel territorio canadese.
Nel 1976 inizia una joint-venture con la Montedison per la produzione di materiale plastico, dando vita alla Montefina; Montedison cede poi l'intera proprietà alla Petrofina nel 1995.
Negli anni '80 la Fina acquisisce diverse società straniere, e nel 1988 rileva le attività della Tenneco negli USA, espandendo il proprio giro d'affari.

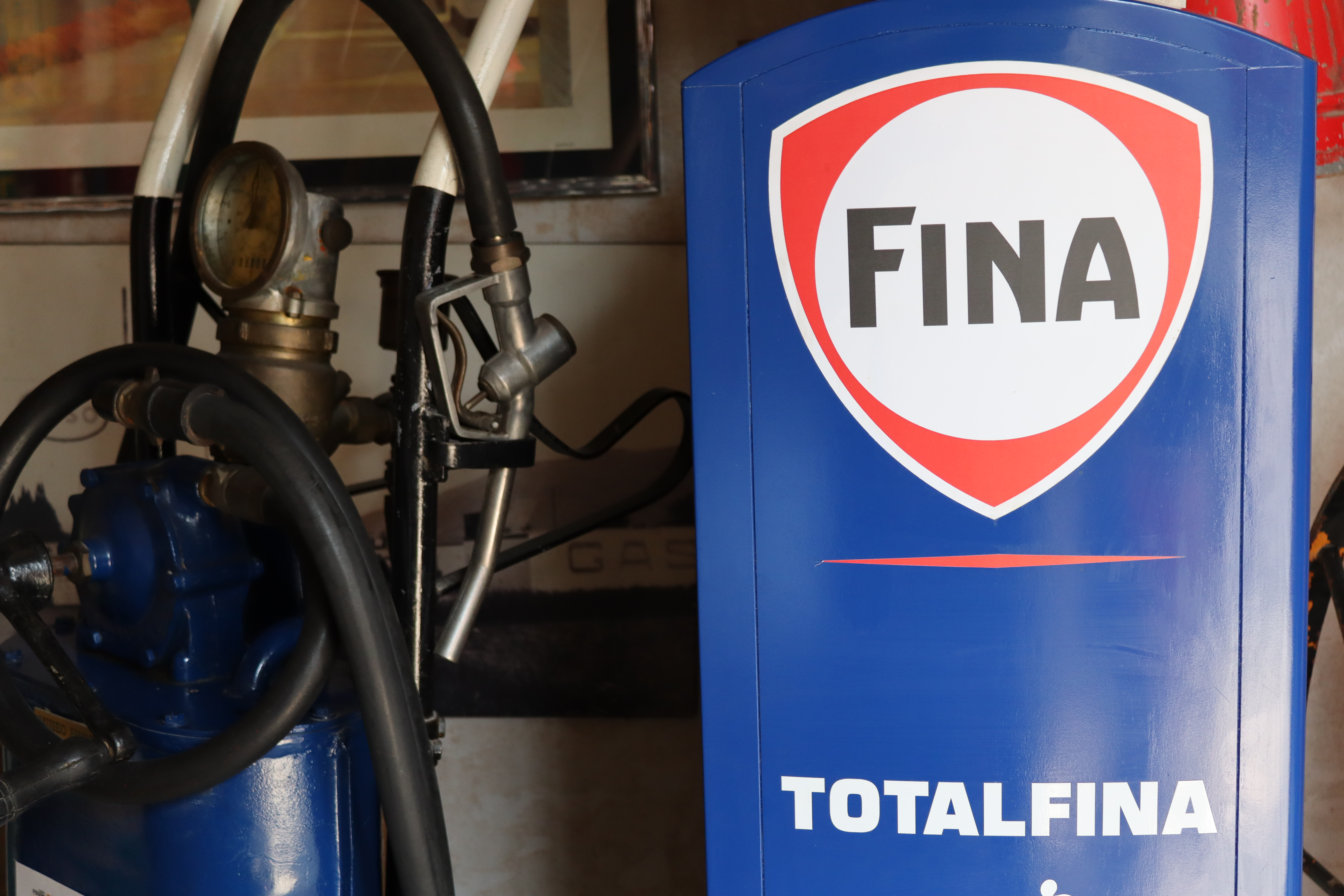
Riproduzione di un'insegna a logo TotalFina, conservata al Museo Fisogni

### Ultimi anni e sparizione del marchio
Tra il 1993 e il 1994, la rete della compagnia in Angola viene gravemente danneggiata a causa dello scoppio della guerra civile; in quegli anni, inoltre, la Fina disinveste dal continente africano, rimanendo attiva solo nello Zaire e, appunto, in Angola.
Il 3 settembre 1997 diviene la prima società belga quotata alla Borsa di New York, che vedeva già la presenza della succursale statunitense Fina Inc. dal 1994.
Nel 1999, anche in conseguenza delle recenti fusioni tra Amoco e BP e tra Mobil e Exxon, la Fina viene acquistata dalla Total, dando vita alla Total Fina, poi TotalFinaElf con l'acquisizione della Elf. Dal 2003 il nome Fina scompare definitivamente dalla denominazione sociale, sparendo gradualmente anche dalle stazioni di servizio, e la compagnia riprende il nome Total.
Negli Stati Uniti i diritti sul marchio Fina vengono ceduti ad Alon USA (oggi parte del gruppo Delek), assieme alla raffineria di Big Spring in Texas. Le 1.200 stazioni Fina, diffuse in sette stati del sud-ovest tra cui Texas, Oklahoma, Arkansas, Louisiana, New Mexico, Arizona e Colorado, mantengono così lo storico marchio fino al 2012 quando, alla scadenza dell'accordo con Total, la proprietà decide di rimarchiarle con il brand Alon.